# Proacidalia taldena
Proacidalia taldena är en fjärilsart som beskrevs av Hans Fruhstorfer 1912. Proacidalia taldena ingår i släktet Proacidalia och familjen praktfjärilar. Inga underarter finns listade i Catalogue of Life.